# Rybczany
Rybczany (biał. Рыбчаны; ros. Рыбчаны) – wieś na Białorusi, w obwodzie witebskim, w rejonie postawskim, w sielsowiecie Kuropole.

## Historia
W czasach zaborów wieś i folwark w gminie Jasiewo, w powiecie święciańskim, w guberni wileńskiej Imperium Rosyjskiego. W 1866 roku wieś liczyła 72 mieszkańców w 6 domach; folwark liczył 13 mieszkańców w 1 domu. Wieś i folwark należały do Cedrowskich. W 1905 roku wymieniono wieś i zaścianek. Wieś liczyła 100 mieszkańców, 85 dziesięcin; zaścianek liczył 54 mieszkańców 250 dziesięcin.
Od 11 kwietnia 1922 wieś, zaścianek i folwark leżały w Polsce, w województwie wileńskim, w powiecie święciańskim w gminie Jasiewo, od 1926 roku w powiecie postawskim, w gminie Postawy.
W 1931:
- folwark w 3 domach zamieszkiwało 18 osób[4].
- wieś w 16 domach zamieszkiwało 81 osób[4].
- zaścianek w 2 domach zamieszkiwało 11 osób[4].

Wierni należeli do parafii rzymskokatolickiej w Zadziewiu i prawosławnej w Postawach. Miejscowość podlegała pod Sąd Grodzki w Postawach i Okręgowy w Wilnie; właściwy urząd pocztowy mieścił się w Postawach.
W 1938 roku miejscowości należały do gromady Cielaki gminy Postawy.
W wyniku napaści ZSRR na Polskę we wrześniu 1939 miejscowość znalazła się pod okupacją sowiecką. 2 listopada została włączona do Białoruskiej SRR. Od czerwca 1941 roku pod okupacją niemiecką. W 1944 miejscowość została ponownie zajęta przez wojska sowieckie i włączona do obwodu witebskiego Białoruskiej SRR.
Od 1991 w składzie niepodległej Białorusi.